# Crossoglossa acuminatissima
Crossoglossa acuminatissima là một loài thực vật có hoa trong họ Lan. Loài này được Nog.-Sav. & Carnevali mô tả khoa học đầu tiên năm 2008.